# Општина Алуниш (Клуж)
Алуниш (рум. Aluniş) општина је у Румунији у округу Клуж.
Oпштина се налази на надморској висини од 406 m.